# Zsigmond Kunfi
Zsigmond Kunfi (ur. 28 kwietnia 1879 w Nagykanizsy, zm. 18 listopada 1929 w Wiedniu) – węgierski nauczyciel, redaktor i polityk socjalistyczny. Studiował w Kolozsvárze w Transylwanii (obecnie Kluż-Napoka w Rumunii). Wcześnie zaczął pisać eseje i tłumaczyć, m.in. Anatole France’a. Pisał też o problemach społecznych i literaturze socjalistycznej dla pisma „Huszadik Század” i dostał się pod wpływ socjalistycznego teoretyka Szabó Ervina. Był aktywnym członkiem Socjaldemokratycznej Partii Węgier (Magyarországi Szociáldemokrata Párt). Został zastępcą redaktora dziennika partii socjalistycznej „Népszava”. Od 1908 do 1912 roku redaktor pisma „Szocialismus”. Był delegatem na nadzwyczajnym Kongresie Międzynarodówki Socjalistycznej w 1912 roku w Bazylei. Podczas rewolucji astrów w październiku 1918 roku był członkiem Węgierskiej Rady Narodowej. Uczestniczył w rządach proklamowanej po rozpadzie Austro-Węgier Węgierskiej Republiki Ludowej (premierów Mihály Károliego i Dénesa Berinkeya) jako minister pracy i opieki społecznej, minister spraw Chorwacji, Slawonii i Dalmacji i minister edukacji do 21 marca 1919.
Po proklamacji Węgierskiej Republiki Rad uczestniczył w Rewolucyjnej Radzie Rządzącej jako komisarz ludowy edukacji. 24 czerwca 1919 usunięty ze stanowiska, opowiedział się przeciw komunistycznej dyktaturze. Po obaleniu WRR w sierpniu 1919 roku w obawie przed aresztowaniem w ramach białego terroru uciekł do Wiednia, gdzie pracował jako redaktor naczelny Arbeiter Zeitung i publicysta Világosság, a także jako wykładowca, związany z austriacką socjaldemokracją.
W latach 20. uzależnił się od morfiny, popełnił samobójstwo.